# Daramulunia gibbosa
Espèce
Synonymes
- Uloborus gibbosus L. Koch, 1872

Daramulunia gibbosa est une espèce d'araignées aranéomorphes de la famille des Uloboridae.

## Distribution
Cette espèce est endémique des Samoa.

## Publication originale
- L. Koch, 1872 : Die Arachniden Australiens. Nürnberg, vol. 1, p. 105-368 (texte intégral).